# Mushuau Innu First Nation
Die Mushuau Innu First Nation ist eine der vier First Nations in der kanadischen Provinz Neufundland und Labrador. Die Mushuau Innu leben seit 2002 in Natuashish an der Ostküste Labradors, zuvor lebten sie im Davis Inlet. Ihr Reservat Natuashish 2 weist eine Fläche von 4267,3 ha auf. Im Dezember 2011 waren 819 Menschen als Angehörige des Stammes registriert, davon lebten 759 im Reservat, im März 2013 waren es 876 bzw. 811, im März 2015 waren es 954 bzw. 883. Sie gehören zu den Innu und sind katholisch. Früher wurden sie auch als Innu of the Tundra (Tundra-Innu) bezeichnet, da sie zur nördlichsten Gruppe gehören.

## Geschichte

### Kolonialgeschichte
Die Vorfahren der heutigen Mushuau lebten vor allem von der Jagd auf Karibus. Dazu zogen sie durch den Norden Labradors und folgten den großen Herden. So jagten sie etwa am George-Fluss in der späteren Provinz Québec.
Zwar nahmen die ab Ende des 15. Jahrhunderts an der amerikanischen Ostküste auftauchenden Europäer Kontakt zu den Innu auf, doch erreichten sie nur die südlichen Gruppen. Diese wurden von Angehörigen der katholischen Orden der Franziskaner-Rekollekten und der Jesuiten teilweise missioniert.
Lange Zeit blieb das Gebiet der Innu auch abseits der in Kanada üblichen Indianerpolitik. Mangels Erschließung waren die nomadischen Gruppen kaum greifbar und galten als fernab der Zivilisation. Bei ihnen war kein Geld in Umlauf, die Jagd lieferte das für das Leben Notwendige.

### Sesshaftmachung der Innu, Aufteilung auf zwei Provinzen (ab 1949)
Bis zum Jahr 2000 waren die Innu Labradors nicht als Indianer im Sinne des Indian Act anerkannt. Ihr riesiges, fast unbewohntes Gebiet (Nutshimiu Innut – Innu-Land) war lange wirtschaftlich wenig interessant. 1927 wurde der Ostteil Labradors der Provinz Neufundland zugeschlagen, der Rest ging an Québec. Damit wurde das Innu-Gebiet auf zwei Provinzen aufgeteilt. Zu Neufundland gehörten nur drei Innu-Gruppen, die Sheshatshiu, die Miawpukek und die Mushuau.
Gravierend wirkte sich aus, dass das Kronland 1949 von Großbritannien formell an Kanada abgetreten wurde und die Innu damit ihren Status als Indianer verloren – und damit jede Unterstützung. Dies war umso schwerwiegender, als mit der Weltwirtschaftskrise auch die Pelzindustrie zusammenbrach, und zudem die Karibuherden einbrachen. Damit war den Innu jede ökonomische Basis entzogen.
1957 entstand in Sheshatshiu eine katholische Mission. Regierung und Mission übten Druck auf die z. T. in Zelten lebenden Innu aus, sesshaft zu werden. Im Winter 1971/72 wurde die letzte Umsiedlung durchgeführt, nach Pukuatshipit. Damit endete die nomadische Epoche, die Kinder wurden der Schulpflicht unterworfen.

### Desintegration
Mitte der neunziger Jahre war die Desintegration der Innu-Gesellschaft in vollem Gange. Unterbeschäftigung, Abhängigkeit, Ohnmacht und zersetzte Selbstachtung sowie Fremdheit im eigenen Land waren die Grundlage für Drogenabhängigkeit, Gewalt und eine hohe Selbstmordrate, die mehrere Jahre lang in der kanadischen Presse Aufsehen erregte.
1994 drohte der Konflikt zu eskalieren. Eine Gruppe von Innu-Frauen hatte einen kanadischen Richter und seine Polizeieskorte vertrieben. Nun befürchtete die Innu Nation Übergriffe der Bundespolizei auf das Reservat Davis Inlet. Zur Schlichtung suchte man Hilfe von außerhalb und wandte sich an Peace Brigades International. Dies war insofern ein einmaliger Vorgang, als dass diese Organisation ansonsten nur in Ländern der so genannten Dritten Welt auftrat. Ihr gelang eine vorläufige Schlichtung, doch im August drohte die Regierung, die Bundespolizei ins Reservat zu schicken. Abermals gelang der Friedensbrigade die Deeskalation, obwohl die Innu sich bereits auf eine Verteidigung einrichteten.

### Davis Inlet: Entwurzelung, Drogen und Umzug nach Natuashish (1967 bis 2002)
Die Innu in Labrador wurden seit den 1950er Jahren immer wieder Programmen zur Sesshaftmachung unterworfen, die, wie bei den meisten Nomadenvölkern, katastrophale Folgen hatten. So kam es allein im Davis Inlet, wo 1967 eine Siedlung errichtet worden war, zwischen 1973 und 1992 zu 47 Alkoholtoten. 1993 veröffentlichte ein Polizist ein Video über Benzin schnüffelnde Kinder, das die Umsiedlung nach Natuashish auslöste.
Im Dezember 2002 zog die gesamte Gemeinde mit ihren 680 Mitgliedern in ein für 200 Millionen Dollar neu errichtetes Dorf. Doch der Weg der inzwischen 70 Millionen Dollar, die in soziale Programme investiert wurden, war schon 2005 mittels staatlicher Dokumente nicht mehr nachvollziehbar. Das kanadische Häuptlingssystem mit seinen Stammesräten, deren Vertreter über die wenigen öffentlichen Arbeitsplätze in den Reservaten verfügen, erwies sich als korruptionsanfällig.
Nur zwei Sozialarbeiter betreuten zu dieser Zeit den gesamten Ort, häusliche Gewalt wurde nicht von professionellen Kräften angegangen, und es gab noch nicht einmal ein geschütztes Haus, in dem Frauen und Kinder untergebracht werden konnten.

### Kampf um das Alkoholverbot, manipulierte Häuptlingswahl
Von Mai 2004 bis Mai 2007 war Simon Pokue Häuptling oder Utshmau des Stammes. Im März 2007 wurde er zum deputy chief, eine Position, die er bis 2010 innehatte. Ihm folgte Prote Poker im Amt. Im Februar 2008 kam es zu einer Abstimmung über ein Alkoholverbot in der Gemeinde, bei der sich die Befürworter und die Gegner an einem Sportplatz in zwei langen Reihen gegenüberstanden. Mehr als 300 Stimmen wurden gezählt, 188 sprachen sich für ein Alkoholverbot aus, 125 dagegen. So entschied der Stamm mit knapper Mehrheit (76:74), wobei weniger als die Hälfte abstimmte, für ein völliges Alkoholverbot.
Der zu dieser Zeit 42-jährige Simeon Tshakapesh stellte sich auf die Seite der Alkoholgegner, früher hatte er jedoch die Polizei angewiesen, die Verbote nicht wirklich durchzusetzen. Seine Gegner forderten dementsprechend seinen Rücktritt, da sie die Abstimmung als Misstrauensvotum gegen den Häuptling und seine Räte betrachteten. Die unterlegenen Gegner des Alkoholverbots kritisierten, die Abstimmung sei nicht geheim gewesen, außerdem hätten Schmuggel und Schwarzbrennerei zugenommen. Die Befürworter argumentierten, die Zahl der Gewaltdelikte sei stark zurückgegangen, die Zahl der Selbstmorde pro Jahr von 6 auf 3 gesunken.
Pokue behauptete, bei seiner Abwahl sei Alkohol zum Kauf der Wähler eingesetzt worden, was sein Nachfolger Simeon Tshakapesh zurückwies. Andererseits wurde ihm vorgeworfen, entgegen dem noch am 26. März 2010 von der Gemeinde in einer Abstimmung bestätigten Alkoholverbot, zusammen mit seinem Nachfolger im Häuptlingsamt Simeon Tshakapesh, im Besitz von Alkohol angetroffen worden zu sein. Die beiden Männer hatten ihrerseits für eine Aufhebung des Alkoholverbots gestritten, obwohl Poker einer der Befürworter gewesen war.
Simeon Tshakapesh, der die Wahl zum Häuptling mit nur 15 Stimmen Vorsprung gewonnen hatte, hob unmittelbar nach seiner Wahl das seit 2008 gültige Alkoholverbot wieder auf. Ein Vertreter der örtlichen Polizei widersprach in den Medien, denn es müsse ein förmliches Verfahren durchgeführt werden, um das Verbot wieder aufzuheben.
Im Januar 2012 erklärte Richter Donald Rennie vom Obersten Gerichtshof Kanadas die Wahlen vom 5. März 2010 für ungültig, da es zu Unregelmäßigkeiten gekommen sei. Er ordnete Neuwahlen an. Hintergrund war auch hier wieder das Alkoholverbot, das die Gemeinde gespalten hatte.
Ende 2011 untersuchte Maritime Testing, ein Büro für Ingenieurs- und Umweltberatung, etwa 100 der etwa 200 Häuser der Gemeinde. Dabei fand sich in den Häusern, die ganz überwiegend Bauten des Department of Aboriginal Affairs and Northern Development waren, fast überall Schimmel. Demnach waren die Belüftungssysteme falsch installiert worden, was zu erhöhter Feuchtigkeit geführt hatte. Ob diese Untersuchung dazu diente, an für den Hausbau vorgesehene 25 Millionen Dollar der Minengesellschaft an Voisey’s Bay zu kommen, die sich in einem Fonds befinden, ist unklar.

### Zusammenbruch der Karibuherden
Spätestens seit Beginn des 21. Jahrhunderts hat sich gezeigt, dass die Jagd, die noch von Innu betrieben wird, die Karibuherden nur wenig berührt. Es ist vielmehr die Erschließung Labradors durch Straßen und Energiegewinnungsanlagen, insbesondere Stauseen und Rohstoffabbau, die ihren Fortbestand gefährden. So brach die George-River-Herde, die noch im Jahr 2000 aus 900.000 Tieren bestanden und damit als eine der größten Herden überhaupt gegolten hatte, bis 2011 um 92 % auf nur noch 74.000 Tiere zusammen. Die Jagdsaison wurde von acht auf drei Monate verkürzt.